# Sofía Pincheira Oyarzún
Raquel Sofía Pincheira Oyarzún (Sofía Pincheira de Ehrenberg) (Concepción, 25 de marzo de 1903 - Santiago, 26 de junio de 1991) fue una enfermera universitaria chilena graduada el año 1927 conocida por su labor gremial, docente y consultora de la Organización Mundial de la salud (OMS), autora del primer Código de Ética del Colegio de Enfermeras de Chile, aprobado en abril del año 1983 por el Honorable Consejo General del Colegio de Enfermeras de Chile, refrendado y adoptado por la Federación Panamericana de Profesionales de Enfermería en Brasilia, y por ser la primera presidenta del Colegio de Enfermeras de Chile entre los años 1953 – 1955.

## Primeros años
Sofía Pincheira nació en la ciudad de Concepción, hija de Aníbal Pincheira Toro, quien fuera profesor y vicerrector del Liceo de Hombres de la misma ciudad, y de Emilia Oyarzún Rivera. Sofía tuvo cinco hermanas y un hermano. 

## Educación
Estudió en el Liceo de Niñas de Concepción.
Cursó dos años de Medicina en la Universidad de Chile, en Santiago, y luego consagró sus actividades a la Escuela de Enfermeras Sanitarias de Chile que dirigió Miss Sarah Adams, dependiente de la Facultad de Medicina de la Universidad de Chile y patrocinada por el Ministerio de Salud y Bienestar Social, titulándose el año 1927 en el primer curso.
El año 1929 fue becada por la American Association University Women (AAUW) para estudiar en los Estados Unidos siendo la primera enfermera chilena becada para hacer estudios de Enfermería comisionada por la Universidad de Chile (decreto de 22 de julio de 1929, y por el Ministerio de Salud y Bienestar Social, por decreto del 13 de julio del mismo año). Ingresa a la Universidad de Columbia en Nueva York.
Estando en Nueva York año 1930 fue nuevamente becada por la misma institución e ingresa a la escuela de Enfermería de la Universidad de Yale para hacer sus estudios, graduándose el año 1932 de Bachelor of Nursing.
La Escuela de Enfermería de la Universidad de Yale proponía en esos años un currículum enfocado en enfermería sanitaria, distinto a lo que ocurría en Chile y en América Latina, donde la formación de las enfermeras era principalmente hospitalaria y no consideraban la prevención y el control de enfermedades transmisibles y aspectos del saneamiento ambiental. Esta formación fue determinante para su posterior contribución a una nueva fase de evolución profesional.

## Matrimonio
El año 1935 contrae matrimonio con el ciudadano estonio y piloto de la línea aérea Lloyd Aéreo Boliviano, Heinrich Ehrenberg, y viaja a Bolivia donde reside algunos años. Allí contribuyó a organizar la primera Escuela de Enfermeras del Hospital de Obrajes en la Paz, Bolivia, donde formó parte del personal docente.

## Carrera profesional

### Chile
Regresa a Chile el año 1933, siendo designada Subdirectora Técnica de la Escuela de Enfermeras de la Universidad de Chile hasta el año 1934. 

### Bolivia
Entre los años 1936 y 1941 viaja ocasionalmente a Chile a tener a sus hijos, volviendo definitivamente el año 1943. 

### Regreso definitivo a Chile
Ese año colabora con el Servicio Nacional de Salubridad y la Fundación Rockefellerr en la organización de la primera Unidad Sanitaria creada en Quinta Normal, en el edificio que actualmente ocupa el Instituto de Salud Pública, como centro de demostración en enseñanza, así como las unidades que se sucedieron: en Cerro Barón (Valparaíso), San Felipe, Antofagasta y Temuco. Establece un curso de adiestramiento para enfermeras sanitarias en Quinta Normal.

### Canadá
El año 1945 la Fundación Rockefeller la beca para viajar a Norteamérica para hacer estudios de su especialidad en la Universidad de Toronto, Canadá, y visita los programas más importantes que se realizan en Estados Unidos. 

### Chile
El año 1946 se le designa Directora del Servicio de Enfermeras Sanitarias del Servicio Nacional de Salud.

### Estados Unidos
En 1951 fue becada por la Organización Mundial de la Salud (OMS) para hacer estudios de posgrado (máster) en la escuela de Salud Pública de la Universidad de Minnesota (E.E.U.U).

### Brasil
En 1953 viaja a Brasil para asesorar al gobierno de dicho país.

### Chile . Creación del Colegio de Enfermeras
El año 1953 se crea el Colegio de Enfermeras según la ley 11.161 del Congreso Nacional, integra el comité provisorio encargado de reglamentar y organizar el organismo gremial,  siendo elegida su primera presidenta.

## Trabajo en la OSP (actual Organización Mundial de la Salud OMS) y en Chile
Entre los años 1955 y 1964 se desempeñó como enfermera consultora para la Oficina Sanitaria Panamericana OSP en proyectos de Salud Pública en varios países de América.  En República Dominicana, desde el año 1955 al año 1958 en el proyecto “República Dominicana 4” con sede en la ciudad de Santo Domingo. En Panamá, desde el año 1958 al año 1961, en el proyecto “República de Panamá 1”, con sede en Ciudad de Panamá. En países de América central, incluyendo Belice, con sede en Guatemala, desde 1961 a 1964, donde es designada por concurso como enfermera en “Zona 3”, que comprende los países de Centroamérica y Panamá.
El año 1965 regresa a Chile al Ministerio de Salud como enfermera asesora de la sección enfermería.
En el año 1967 es contratada nuevamente por la Oficina Sanitaria Panamericana OSP (actual Organización Mundial de la Salud OMS) para un proyecto en República Dominicana, de carácter integral, para acelerar su desarrollo.
En 1971 es contratada por la OSP en categoría short term para estudiar la situación de la Enfermería en Uruguay. Ese mismo año se retira del Servicio Nacional de Salud después de 45 años de trabajo. Desde entonces continuó colaborando con el Colegio de Enfermeras con el cargo de Consejera General, con sede en Santiago. A su vez tuvo a su cargo el editorial de la revista “Enfermería”, órgano oficial del Colegio que se publicaba trimestralmente.

## Redacción del Código de Ética
Redactó el primer Código de ética del Colegio de Enfermeras de Chile, que fue aprobado en abril del año 1983 por el Honorable Consejo General Colegio de Enfermeras de Chile y refrendado y adoptado por la Federación Panamericana Profesionales de Enfermería, en Brasilia.

## Premios y reconocimientos
El año 1990 fue destacada por el Yale School of Nursing (YSN) Distinguished Alumnae/i Award, premio otorgado por la Universidad de Yale a las alumnas distinguidas de Enfermería que han demostrado logros o distinción en sus carreras, en su contribución a sus comunidades o a la propia Universidad.
El 13 de mayo de 1991 recibió un homenaje y reconocimiento a su labor en la Sesión solemne del Día Internacional de la Enfermera con presencia de la presidenta de la Orden, Sra. Gladys Corral Neira en la casa central de la Pontificia Universidad Católica de Chile.
De forma póstuma, el año 2003 fue inaugurado por el presidente Ricardo Lagos Escobar el “Centro de Salud Familiar Enfermera Sofía Pincheira”, dependiente de la Municipalidad de Cerrillos, en Avda. Las Torres N° 7590.

## Estudio de su obra
En Chile su obra ha sido extensamente estudiada por el Nodo Historia de Enfermería USACH dirigido por la EU Rocío Núñez. En la Escuela de enfermería de la Universidad de Chile han seguido estudiándola por el grupo de Historia de enfermería dirigido por la EU Patricia Grau Mascayano y Andrea Quiroz Reyes. Enfocadas en la idea sistémica de la práctica que generó Pincheira.

## Deceso
Falleció el 26 de junio de 1991 en su casa en Ñuñoa.